# Beregsom
Beregsom (ukránul Шом (Som), 1995 előtt Деренковець (Derenkovec / Derenkovets), oroszul Деренковець (Gyerenkovec / Derenkovec)) falu Ukrajnában, Kárpátalján, a Beregszászi járásban.

## Fekvése
Beregszásztól 22 km-re, a Csap-Nagydobrony-Beregszász országút mentén fekszik. Szomszédos települések: Csonkapapi (1 km-re), Bótrágy (8 km-re), és Mezőkaszony (4 km-re).

## Nevének eredete
Neve a magyar som növénynévből való, előtagját csak 1904-ben kapta.

## Története
1270-ben a Lónyai uradalom határjárásában tűnt fel neve, mint királyi birtokot említik. 1318-ban Károly Róbert idejében a település a munkácsi várispánsághoz tartozik.
Az 1410-es évek végén Kaffai Pán Endre és Helek munkácsi várnagyok pert indítottak Szécsi fiai, Jakab és György ellen, mivel a Beregsomban talált 41 hordó borukat erőszakosan foglalták le. A bor 2000 forintra becsültetett, s egyszersmind a vádlottak a nádori szék elé idéztettek.
A 15-16. században részbirtokaik voltak itt a Bégányiaknak, a Gálszécsieknek, s főként a Lónyaiaknak. 1566-ban a Tokaj alól visszavonuló tatárok a falut megsarcolták. A 17. században megyegyűlések színhelye.
A 18. század végén Vályi András így ír róla: „SOM. Magyar falu Bereg Várm. földes Urai több Urak, lakosai katolikusok, és reformátusok, fekszik Mező-Kaszonynak szomszédságában, mellynek filiája; határja jó, vagyonnyai jelesek.”
A 19. században a Lónyai családon kívül bírt földrészekkel a Bernáth, Bay, Bárczy, és Rácz család.
Fényes Elek 1851-ben kiadott geográfiai szótárában így ír a faluról: „Som, magyar falu, Beregh vgyében. Kaszonyhoz 1 órányira, 10 r., 16 g. kath., 512 ref. lak. Ref. anyatemplom. Földje termékeny; rétje elég; bort is termeszt. F. u. Lónyay, Bernáth, Bárczy, Gúthy, Komlósy, s m. t. Ut. p. Beregszász.”
A trianoni békéig Bereg vármegye Mezőkaszonyi járásához tartozott. Ekkor a mesterségesen létrehozott Csehszlovákiához csatolták. Az első bécsi döntés alapján 1938 és 1945 között ismét Magyarországhoz került. A második világháborúban 19-en haltak oda. 1944-ben a szovjet hatóságok 81 férfit hurcoltak el a községből, közülük 24-en odavesztek.
1945-ben Szovjetunióhoz csatolták. 1991 óta Ukrajnához tartozik.

## Népessége
- 1910-ben 1082, túlnyomórészt magyar lakosa volt.
- 2005-ben 1150 lakosából 1130 (95%) a magyar.

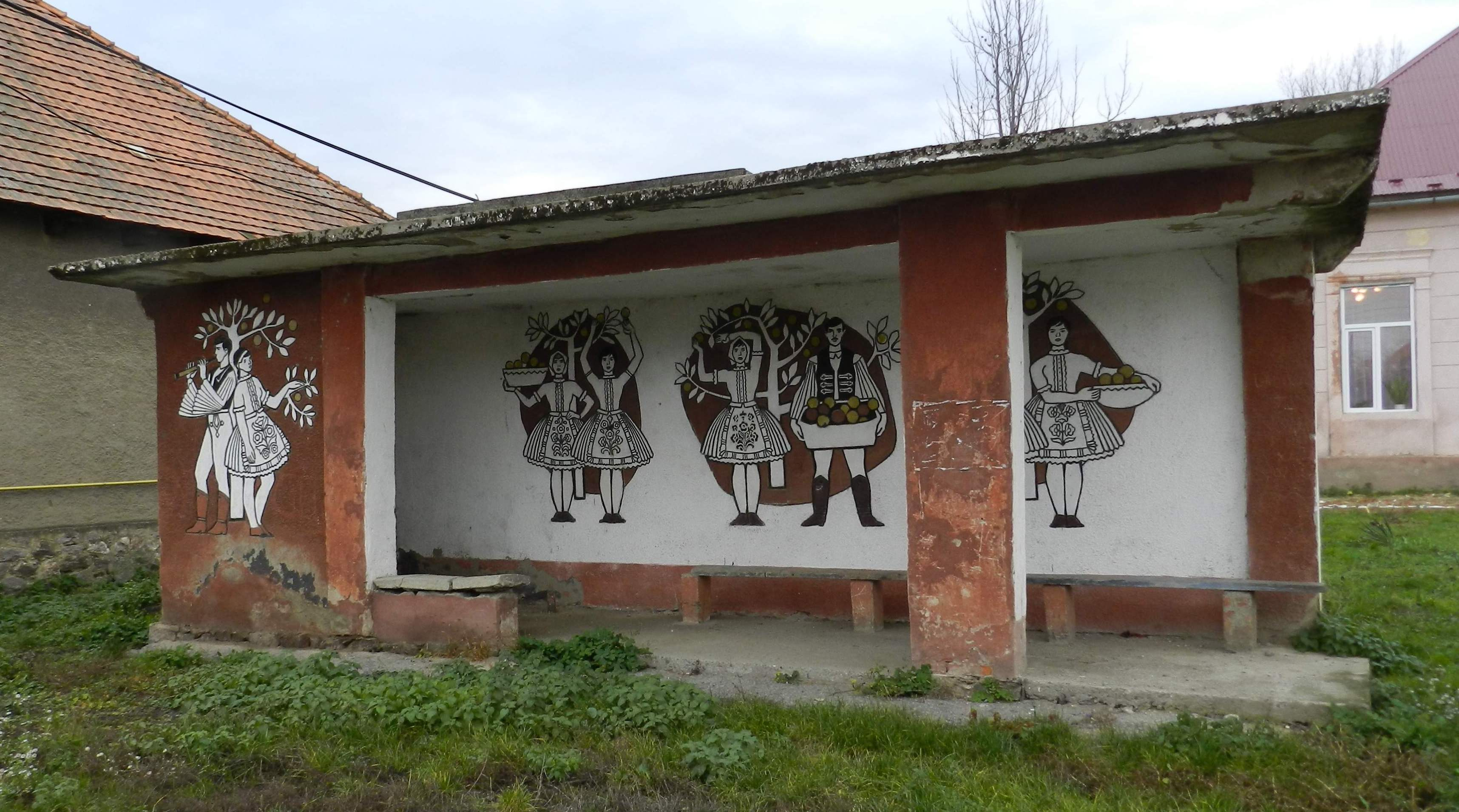
Buszmegálló

## Nevezetességek
Református temploma 15. századi gótikus eredetű, 1795 és 1800 között átépítették. 1830-ban klasszicista stílusban újjáépítették, 1863-ban tűzvészben megrongálódott és 1895-ben állították helyre. Majd 2018-19 folyamán teljesen felújították.

## Híres emberek
- Itt született 1858-ban Bony József bíró.
- Itt született 1910-ben Sütő Kálmán költő.
- Itt született 1941-ben Kecskés Béla költő.
- Itt született 1941-ben Balogh Balázs költő, újságíró.